# Paluaccio di Oga
Paluaccio di Oga este o arie protejată (arie specială de conservare — SAC, sit de importanță comunitară — SCI) din Italia întinsă pe o suprafață de 28 ha, integral pe uscat.

## Localizare
Centrul sitului Paluaccio di Oga este situat la coordonatele 46°28′16″N 10°20′13″E / 46.471°N 10.337°E.

## Înființare
Situl Paluaccio di Oga a fost declarat sit de importanță comunitară în iunie 1995 pentru a proteja 5 specii de animale. Situl a fost protejat și ca arie specială de conservare în iulie 2016.

## Biodiversitate
Situată în ecoregiunea alpină, aria protejată conține 4 habitate naturale: Păduri alpine de Larix decidua și/sau Pinus cembra, Mlaștini turboase de tranziție și turbării mișcătoare, Mlaștini împădurite, Turbării active.
La baza desemnării sitului se află mai multe specii protejate de  păsări (5): minunița (Aegolius funereus), cocoșul de mesteacăn (Bonasa bonasia), buha (Bubo bubo), ciuvică (Glaucidium passerinum), Lyrurus tetrix tetrix
Pe lângă speciile protejate, pe teritoriul sitului au mai fost identificate 16 specii de plante, 2 specii de amfibieni, 2 specii de mamifere, 3 specii de nevertebrate.